# Xanthia rubago
Xanthia rubago là một loài bướm đêm trong họ Noctuidae.